# Ludivina Acero Álvarez
Ludivina Acero Álvarez (Villablino, Lleó, 7 de juny de 1930 - Tortosa, Baix Ebre, 16 de gener de 2024), coneguda com a Luz, fou una locutora de Ràdio Tortosa.

## Joventut
Va créixer en una família nombrosa. Ludivina Acero era filla d'Hermenegildo Acero Abad, que era guàrdia civil i de Pilar Álvarez Álvarez. La parella tingué set fills, dels quals van sobreviure cinc i ella n'era la més gran i única noia. El 1936, quan ella tenia sis anys, la família es traslladà al Perelló, on el seu pare havia estat destinat.
Quan ella tenia dotze anys, la família es traslladà a Tortosa al barri del Garrofer. A Tortosa estudià primària al col·legi de la Mercè i als catorze-quinze anys començà a estudiar a l'Acadèmia Cots (casa Brunet), on durant tres anys cursà taquigrafia, mecanografia i comptabilitat. Seguidament es tragué el títol de teixidora i començà a treballar a la Fàbrica de Sacs, on es teixia per a la Yutera del Ebro, fàbrica dels fils per als sacs, de Julian Mangrané Ejerique. Al cap d'uns mesos, li demanaren que treballés també com a administrativa degut als seus estudis i aleshores entrà en contacte amb Lluís Mestre i Rexach.

## Trajectòria
Lluís Mestre i Rexach, gerent de la Yutera, conegué Luz Acero quan ella tenia divuit anys i establiren amistat. Ell li demanà que, a estones perdudes, anés a fer de secretària a la nova Ràdio Tortosa. A causa del volum de faena que representava la nova emissora, Luz acero deixà la Yutera i la Fàbrica de Sacs i passà a treballar en exclusiva a Ràdio Tortosa, en principi com a administrativa. Als pocs dies, una afonia de la locutora principal Emèlia Miravalls Dolç, feu que Lluís Mestre, preocupat perquè es pogués mantenir la programació demanà a Luz Acero si podia fer el favor de sortir de locutora.
Luz Acero és recordada especialment pel programa Discos dedicados, que arribà a ser un dels de màxima audiència de la comarca. També presentà els espais informatius de l'emissora, juntament amb Josep Àngel Òdena Fabregat (1934-2017), que era qui en redactava el contingut. Va compartir micròfon amb molts altres professionals de la ràdio: Josep M. Vallés i Vilás («Quico de Forés»), Rodolfo Lamote de Grignon i Nicolau («Joan de Gandaia»), Paco Guimerà, Paco Prieto («Joan de Cadup»), Joaquín Marín, Ramón Miravalls, Josep Àngel Òdena, i gent més jove que vingué després com ara Jordi Itarte, Conrad Duran, Ximo Rambla, Fernando Andreu o Conxita Panisello.
El 24 de juliol de 1991 Ràdio Tortosa emeté per última vegada. El 26 de març de 2021, als noranta anys, Luz Acero rebé un homenatge per part del Col·legi de Periodistes de Catalunya a les Terres de l'Ebre com a reconeixement pels quaranta-tres anys de treball a Ràdio Tortosa.
Luz Acero morí als noranta-tres anys a Tortosa el 16 de gener de 2024.